# Paquete estadístico
Un paquete estadístico es un programa informático que está especialmente diseñado para resolver problemas en el área de la estadística, o bien está programado para resolver problemas de esta área. Existen muchos programas que no son especialmente estadísticos pero que pueden hacer algunos cálculos aplicables en estadística aplicada. Estos programas han impulsado y siguen impulsando enormemente la labor de los investigadores que desean utilizar la estadística como apoyo en su trabajo.
Los paquetes más sencillos tienen interfaz por ventanas, lo que implica facilidad de uso y aprendizaje pero un mayor encorsetamiento a la hora de hacer cálculos que el programa no tenga predefinidos. Los programas más complejos suelen tener la necesidad de conocer su lenguaje de programación, pero suelen ser mucho más flexibles al poderse incluir en ellos funciones, tests o contrastes que no traen instalados por definición.

## Ventajas
La potencia de cálculo de un ordenador puede ayudar a un investigador a realizar cientos o miles de contrastes de hipótesis en un tiempo muy reducido. Asimismo puede calcular decenas de modelos de regresión en un tiempo muy corto y después quedarse con el más apropiado de ellos. En problemas de investigación de operaciones un programa estadístico es capaz de realizar miles de iteraciones por segundo de un algoritmo en el que una persona tardaría varios minutos en cada una de ellas. Asimismo, es capaz de elegir entre miles de resultados posibles cuál de todos ellos es el óptimo. Básicamente, lo que permiten es resolver problemas de estadística aplicada por fuerza bruta o por probar miles de combinaciones para quedarse finalmente con la que se crea que es la mejor para el uso

## Inconvenientes
En los programas más complejos se necesita tener conocimientos de programación, así como para realizar los cálculos más laboriosos. Por ejemplo si se desea realizar una operación dada a una columna concreta, lo más frecuente es que se pueda hacer esto por ventanas, sin embargo, si deseamos hacer esto mismo para todas las columnas de nuestro documento, que pueden ser centenares, es posible que necesitemos programar un bucle en la sintaxis del programa.
Otro inconveniente está en que en estadística a menudo nos pueden salir resultados contradictorios entre tests distintos. Un programa informático se dará cuenta de ello y nos avisará de algún modo, pero tendrá que ser el usuario el que decida a cuál de los test hacer caso, y esto en ocasiones es complejo, sobre todo si no se está familiarizado a fondo con la estadística o se tiene poca experiencia.

## Programas estadísticos más utilizados
- R
- SAS
- SPSS
- Epi Info 7
- OpenEpi
- DynStats
- SPAD
- Stata
- Statgraphics
- Redatam
- MedCalc
- Minitab
- Matlab
- S-PLUS
- LISREL
- WinQSB
- Excel
- PSPP
- Python
- Tableau

Existen multitud de paquetes informáticos aparte es éstos, tanto de software privado como de software libre, sin embargo, los más utilizados son estos. A pesar de que SAS y SPSS suelen ser considerados los más potentes, hay muchísimas empresas que utilizan programas mucho menos potentes como Excel. Esto se debe sobre todo a que su uso parece más sencillo, la mayoría de las personas están familiarizadas con él y la mayor parte de las empresas ya tienen instalado Excel en sus ordenadores, mientras que las licencias de SAS y SPSS (enlace roto disponible en Internet Archive; véase el historial, la primera versión y la última). cuestan varios miles de euros en el país.